# Parlamento Regional Bajo Sajón
El Parlamento Regional Bajo Sajón  es el parlamento estatal (Landtag) del estado federado alemán de Baja Sajonia. Se reúne en Hannover y en la actualidad se compone de 146 miembros.

## Edificio del Landtag
El Landtag está situado en el Leineschloss, una antigua residencia de los reyes de Hannover. Después de su destrucción en la Segunda Guerra Mundial, este fue reconstruido entre 1957 y 1962. Por lo tanto, desde 1947 hasta 1962, el parlamento de Baja Sajonia se reunió en el antiguo ayuntamiento de la ciudad, el Stadthalle Hannover.

## Composición actual

### Resultado electoral
| Elecciones estatales de Baja Sajonia de 2022 |                           |                      |           |        |           |           |
| Candidaturas                                 | Candidaturas              | Candidato            | Votos     | Votos  | Diputados | Diputados |
|                                              | Partido Socialdemócrata   | Stephan Weil         | 1 211 418 | 33,4 % | 57        | 2         |
|                                              | Unión Demócrata Cristiana | Bernd Althusmann     | 1 017 276 | 28,1 % | 47        | 3         |
|                                              | Alianza 90/Los Verdes     | Christian Meyer      | 526 923   | 14,5 % | 24        | 12        |
|                                              | Alternativa para Alemania | Stefan Marzischewski | 396 839   | 11,0 % | 18        | 9         |
| Fuente: Parlamento de Baja Sajonia           |                           |                      |           |        |           |           |

Las últimas elecciones, celebradas en 2022,  se llevaron a cabo utilizando un sistema de representación proporcional, con un mínimo del 5% de los votos para recibir escaños.

### Órganos del Parlamento en la XIX legislatura

#### La Mesa
| Cargo                              | Titular             | Lista  |
| ---------------------------------- | ------------------- | ------ |
| Presidenta                         | Hanna Naber         | SPD    |
| Vicepresidente primero             | Marcus Bosse        | SPD    |
| Vicepresidenta segunda             | Sabine Tippelt      | SPD    |
| Vicepresidente tercero             | Jens Nacke          | CDU    |
| Vicepresidenta cuarta              | Barbara Otte-Kinast | CDU    |
| Vicepresidenta quinta              | Tanja Meyer         | B'90/G |
| Fuente: Parlamento de Baja Sajonia |                     |        |

#### Grupos parlamentarios
| Grupo parlamentario                | Grupo parlamentario                           | Integrantes               | Líder             | Portavoz         | Escaños |
| ---------------------------------- | --------------------------------------------- | ------------------------- | ----------------- | ---------------- | ------- |
|                                    | Sozialdemokratische Partei Niedersachsen      | Partido Socialdemócrata   | Stephan Weil      | Dunja Kreiser    | 27      |
|                                    | Christlich Demokratischen Union Niedersachsen | Unión Demócrata Cristiana | Sebastian Lechner | Gitta Connemann  | 24      |
|                                    | Bündnis 90/Die Grünen Niedersachsen           | Alianza 90/Los Verdes     | Greta Garlichs    | Heiko Sachtleben | 11      |
|                                    | Alternative für Niedersachsen                 | Alternativa para Alemania | Ansgar Schledde   | Delia Klages     | 10      |
| Fuente: Parlamento de Baja Sajonia |                                               |                           |                   |                  |         |

#### Comisiones
| Comisiones del Parlamento de Baja Sajonia                          |             |                        |                  |
| Comisión                                                           | Presidencia | Presidencia            | Vicepresidencia  |
| Comisiones permanentes                                             |             |                        |                  |
| Asuntos Jurídicos y Constitucionales                               |             | Christoph Plett        | Jan Schröder     |
| Interior y Deportes                                                |             | Doris Schröder-Köpf    | Birgit Butter    |
| Presupuesto y Finanzas                                             |             | Björn Thümler          | Andreas Hoffmann |
| Culturas y Diversidad                                              |             | Pascal Mennen          | Anna Bauseneick  |
| Ciencia e Innovación                                               |             | Jessica Miriam Schülke | Eva Viehoff      |
| Asuntos Económicos, Transportes, Infraestructuras y Digitalización |             | Stefan Klein           | Reinhold Hilbers |
| Seguridad Alimentaria, Agricultura y Protección al Consumidor      |             | Frank Schmädeke        | Jörn Domeier     |
| Asuntos Sociales, Empleo, Igualdad y Salud                         |             | Oliver Lottke          | Swantje Schendel |
| Emergencia Climática, Energía y Transición Ecológica               |             | Marie Kollenrott       | Ingo Kerzel      |
| Desarrollo y Asuntos Federales y Europeos                          |             | Anna Bauseneick        | Jan Schröder     |
| Peticiones                                                         |             | Rüdiger Kauroff        | Jan Bauer        |
| Comisiones por ley                                                 |             |                        |                  |
| Elección de los Jueces del Tribunal Estatal                        |             | Hanna Naber            | Carina Hermann   |
| Comisiones de control parlamentario                                |             |                        |                  |
| Supervisión Electoral                                              |             | André Bock             | Ulrich Watermann |
| Protección de la Constitución                                      |             | Gerd Hujahn            | Evrim Camuz      |
| Fuente: Parlamento Regional Bajo Sajón                             |             |                        |                  |

### Histórico de resultados y distribución de escaños
|  | 65,1 % |

| 8   | 65  | 13  | 6   | 30  | 27 |
| KPD | SPD | FDP | DZP | CDU | DP |

|  | 75,8 % |

| 2   | 64  | 12  | 4   | 35     | 21  | 16  | 3   | 1   |
| KPD | SPD | FDP | DZP | CDU-DP | BHE | SRP | DRP | DSP |

|  | 77,5 % |

| 2   | 59  | 12  | 1   | 43  | 19 | 17  | 6   |
| KPD | SPD | FDP | DZP | CDU | DP | BHE | DRP |

|  | 78,0 % |

| 65  | 8   | 51  | 20 | 13  |
| SPD | FDP | CDU | DP | BHE |

|  | 76,9 % |

| 73  | 14  | 62  |
| SPD | FDP | CDU |

|  | 75,8 % |

| 66  | 10  | 63  | 10  |
| SPD | FDP | CDU | NPD |

|  | 76,7 % |

| 75  | 74  |
| SPD | CDU |

|  | 84,4 % |

| 67  | 11  | 77  |
| SPD | FDP | CDU |

|  | 78,5 % |

| 72  | 83  |
| SPD | CDU |

|  | 77,7 % |

| 63  | 11    | 10  | 87  |
| SPD | Grüne | FDP | CDU |

|  | 77,3 % |

| 66  | 11    | 9   | 69  |
| SPD | Grüne | FDP | CDU |

|  | 74,6 % |

| 71  | 8     | 9   | 67  |
| SPD | Grüne | FDP | CDU |

|  | 73,8 % |

| 81  | 13    | 67  |
| SPD | Grüne | CDU |

|  | 73,8 % |

| 83  | 12    | 62  |
| SPD | Grüne | CDU |

|  | 67,0 % |

| 63  | 14    | 15  | 91  |
| SPD | Grüne | FDP | CDU |

|  | 57,1 % |

| 11    | 48  | 12    | 13  | 68  |
| Linke | SPD | Grüne | FDP | CDU |

|  | 59,4 % |

| 49  | 20    | 14  | 54  |
| SPD | Grüne | FDP | CDU |

|  | 63,1 % |

| 55  | 12    | 11  | 50  | 9   |
| SPD | Grüne | FDP | CDU | AfD |

|  | 60,3 % |

| 57  | 24    | 47  | 18  |
| SPD | Grüne | CDU | AfD |